# SECAM

SECAMが採用された国（橙色■）

SECAM（セカム）とは、カラーコンポジット映像信号の方式であり、フランス語: Séquentiel couleur à mémoire（順次式カラーメモリ）の略称である。

## 概要
SECAMの名前の由来は、カラー信号の情報（色情報）を記憶しておくためのメモリを使用するところから来ている。カラー信号の情報を周波数変調（FM）して多重しているが、これはNTSCにおいて発生する、カラー信号を付加する際の副作用を防ぐためである。
SECAMはフランスにおいて1967年に発表され、現在でも使用されている。それ以外には旧フランス植民地の多くと一部の東ヨーロッパ（ブルガリアやハンガリー）、ソ連などでも採用された。
フランスがSECAMを開発した主要な動機について、多くの人は、「フランス国内のテレビ局・電機メーカーの保護」「他国の番組の視聴防止」と主張している。
SECAM発表後、東欧（ヨーロッパ東部）の多くの国では、各国でのカラーテレビ放送開始にあたってSECAMを導入していたが、これには鉄のカーテンが存在した冷戦下の政治的状況が作用していた。これに対し、西ドイツなど、（ヨーロッパ西部）の多くの国や地域では、カラーテレビ放送をPAL方式で行っていた。そのため、多くの東欧在住者は、西欧域内からのテレビ放送をカラーでは受信出来ず、白黒に変換された映像で視聴していた。
SECAMは大きく3種類の方式に分けられる。
1. フランスのSECAMはフランスと旧フランス植民地で使われている。
2. D-SECAMは東欧とソ連で使われている。
3. MESECAMは中東で使われている。

「アメリカ人技術者はSECAMを"System Essentially Contrary to the American Method"（アメリカ方式と本質的に逆のシステム）の略だと言う」という話もよく聞かれる。
PALやNTSC方式と違って、SECAMで放送されたテレビ番組は編集が難しかったことから、SECAMを規格としてテレビ放送を行っている国や地域では、撮影および編集にはPALを用い、SECAMに変換して送出していた。

## 詳細
PALと同様の目的で開発されたSECAMだが、用いられている技術は異なっている。また、比較して劣っているとよく言われている。R-Y信号とB-Y信号を走査線毎に切り替えて送信を行い、1走査線分を記憶して2走査線毎にカラーを再現する。これは垂直方向のカラー解像度がPALやNTSCに比較して半分になることを意味する。R-Y信号およびB-Y信号はそれぞれ振幅の変化が周波数の変化として表され、周波数変調されている。
SECAMカラー信号が走査線毎に切替えて伝送されるためには切替え識別信号が必要となるがこの基準信号が垂直帰線期間に挿入されるSECAM-V、水平帰線期間へ挿入されるSECAM-Hが存在する。NTSCやPALのような振幅変調によるカラー信号の伝送と比較するとモノクロテレビジョン放送方式への後方互換性を考慮した周波数インターリーブがなされておらず、モノクロテレビジョン受像機での受信時には主に解像度の高い部分への妨害が画面上に検知される。